# General Lagos (Santa Fe)
General Lagos is een plaats in het Argentijnse bestuurlijke gebied  Rosario in de provincie Santa Fe. De plaats telt 3.341 inwoners.